# Hurikán Harvey

Hurikán Harvey byla tropická cyklóna a třetí hurikán atlantické hurikánové sezóny roku 2017. Hurikán ukončil rekordní 12leté období absence hurikánů kategorie 3 a výše v USA, a to od roku 2005, kdy zemi zasáhl hurikán Wilma. Harvey je taktéž prvním hurikánem, který zasáhl Texas od roku 2008, kdy se přes něj přehnal hurikán Ike a nejsilnějším od roku 1961, kdy jej zasáhl hurikán Carla. Taktéž se jedná o nejsilnější hurikán v Mexickém zálivu od hurikánu Rita v roce 2005 a nejsilnější hurikán, který zasáhl USA od hurikánu Charley roku 2004. S úhrnem 1 300 mm srážek se řadí na první příčku v žebříčku nejdeštivějších hurikánů v historii pevninských USA. Překonává tak tropickou bouři Amelia z roku 1978.
Jedná se o 8. pojmenovanou bouři, 3. hurikán a 1. hurikán kategorie 3 a výše pro altantickou hurikánovou sezónu 2017. Vyvinul se z tropické vlny východně od Malých Antil. Za tropickou bouři byl systém prohlášen 17. srpna. Následujícího dne bouře překonala Návětrné ostrovy, zatímco severně minula Barbados, později i ostrov Svatý Vincenc. Když se Harvey dostal do Karibského moře, díky střihu větru ztratil na síle a 19. srpna severně od Kolumbie zeslábnul na tropickou vlnu. Zbytky bouře postupovaly severozápadně napříč Karibským mořem a poloostrov Yucatán. 23. srpna bouře nad Campechským zálivem opět nabrala na síle. O den později začala prudce nabírat na intenzitě. Ještě téhož dne byla klasifikována jako hurikán 1. stupně. Hurikán postupoval dále na severozápad a i přes mírné zeslábnutí byl 25. srpna povýšen na hurikán 4. stupně. Během své největší intenzity dorazil na pobřeží Texasu poblíž města Rockport. 2. září se Harvey rozptýlil ve státě Tennessee
Harvey má na svědomí nejméně 107 obětí, 1 v Guyaně a 106 v USA. Způsobil katastrofální záplavy v metropolitní oblasti Houstonu s 6,5 miliony obyvatel a největší záplavy v historii státu Texas. Ředitel útvaru FEMA Brock Long označil bouři za nejhorší katastrofu v historii Texasu a odstraňování následků odhaduje na roky dopředu. Škody byly odhadnuty na 125 miliard dolarů.

## Postup
Národní středisko pro hurikány (NHC) začalo ráno 13. srpna pozorovat tropickou vlnu vyvíjející se u západního pobřeží Afriky. Kvůli příznivým podmínkám, které převládaly v okolí vlny se očekávalo, že se spojí s blízkou rozsáhlou tlakovou níží nacházející se jihozápadně od Kapverd a oblačnost se začne postupně organizovat do kruhu. K tomu však nedošlo. Vlna začala postupovat severním směrem, zatímco níže západním. 17. srpna začala tlaková níže produkovat silnou bouřkovou aktivitu a začala vykazovat známky organizování, zatímco satelit sledující tuto systém odhalil cirkulaci oblačnosti. V reakci na to vydalo NHC zprávu o vývoji možné tropické cyklóny a upozornění pro některé ostrovy Malých Antil. Středisko později téhož dne vyslalo k systému speciální letoun, díky němuž bylo nalezeno patrné centrum bouře (budoucí oko) a odhaleny větry odpovídající síle tropické bouře. Středisko tak systém ve 21 hodin večer povýšil na tropickou bouři jménem Harvey.
Harvey se po pojmenování pohyboval západním směrem do Karibiku, a to pod vlivem tlakové výše severně od bouře. Střih větru, který v bouři působil, komplikoval předpověď síly větrů a pohybu. Přestože celková předpověď naznačovala rozptyl bouře v Karibiku, statistický model poukázal na potenciál k zesílení a povýšení na hurikán. Během následujícího dne se bouře začala rozpadat a 19. srpna ve 21 hodin byla bouře označena za tropickou depresi a o 6 hodin později na tropickou vlnu. 20. srpna v ranních hodinách zaregistrovalo NHC zesilování zbytků bouře. Předpokládalo se, že díky silnému větru v horní části systému a suchému vzduchu se vývoj brzy zastaví. Systém ale postupoval dále severozápadně do Karibského moře a Campechského zálivu, v němž převládaly vynikající podmínky pro rozvoj tropické bouře, popřípadě hurikánu. Poté, co systém překonal poloostrov Yucatán, organizace oblačnosti byla stále nápadnější. Díky informacím shromážděným průzkumným letem k systému, 23. srpna v 15 hodin a NHC ho tak opět povýšil na tropickou depresi. Na tropickou bouři byl povýšen 24. srpna v 6 hodin ráno.
Později téhož rána prošel Harvey procesem prudkého zintenzivnění. Jeho oko zvýraznělo a tlak uvnitř bouře rychle klesl. Do 17. hodiny se Harvey dostal až na úroveň hurikánu 3. kategorie. Na 4. kategorii se hurikán dostal další den ve 23 hodin, zatímco se přibližoval k Texasu. V době svojí největší intenzity narazil 26. srpna ve 3 hodiny ráno na pobřeží Texasu u města Rockport, zatímco vítr dosahoval rychlosti 215 km/h a tlak hladiny 938 hPa. Harvey se tak stal prvním "silným", tedy kategorie 3 a výše, hurikánem v USA od hurikánu Wilma v roce 2005 a hurikán s nejsilnější silou větru od hurikánu Charley v roce 2004. Jedná se také o první hurikán v Texasu od hurikánu Ike v roce 2008, první "silný" v Texasu od hurikánu Bret v roce 1999 a nejsilnější od hurikánu Carla v roce 1961.
Po úderu na pevnině se hurikán "vrátil" nad Mexický záliv a znovu udeřil na pevnině 26. srpna v 6 hodin ráno poblíž Holiday Beach jako hurikán 3. kategorie. Následovalo prudké zeslábnutí bouře až na úroveň tropické bouře v 18 hodin téhož dne.

## Přípravy na bouři

### Karibik a Latinská Amerika
Jako první byly výstrahy a upozornění před hurikánem vydány 17. srpna v 15 hodin pro Návětrné ostrovy asi 6 hodin před zásadním zesílením bouře. Varování před tropickou bouří bylo vydáno nejprve pro ostrovní stát Dominiku, dále Barbados, Martinik, Svatou Lucii a Svatého Vincence a Grenadiny. Když se bouře 18. srpna posunula západně do Karibiku, varování byla pro tyto státy zrušena.
Další upozornění byla pak vydána pro Honduras, a to pro okresy Atlántida, Islas de la Bahía, Colón, Cortés, Cracias a Dios, Olancho a Yoro. Na pobřeží Hondurasu mělo spadnout kolem 200 mm srážek, v ostrovních částech státu kolem 80 mm. Když se zbytky bouře posouvaly k Mexiku, pro stát Campeche byla vydána výstraha nejnižšího stupně. Když 23. srpna v 15 hodin Harvey opět zesílil, mexická vláda vydala varování před tropickou bouří pro stát Tamaulipas mezi městy Boca De Catan a Rio Grande. Varování bylo staženo 25. srpna ve 21 hodin poté, co vyšlo najevo, že Harvey pro oblast už nepředstavuje žádné nebezpečí.

### Spojené státy
Federální agentura pro zvládání krize (FEMA) před bouří spolupracovala s Pobřežní stráží Spojených států amerických, Celní a pohraniční ochranou Spojených států amerických a Úřadem pro imigraci, aby se společně připravili na bouři a následky. FEMA před bouří umístila záchranné týmy na místa v texaském Austinu a louisianském Baton Rouge.

#### Texas
23. srpna byla vydána varování pro oblasti mezi městy Port Mansfield a San Luis Pass. Během dalších dnů byly výstrahy rozšířeny i na místa kolem High Island, Rio Grande a Matagorda. Taktéž byla vydána varování před vzedmutím oceánu v důsledku bouře. Tato upozornění byla odvolána 26. srpna. 27. srpna zbyla varování pro oblasti mezi městy Port O'Connor a Sargent.
23. srpna vyhlásil guvernér Greg Abbott výjimečný stav ve 30 okresech. Nařízená evakuace proběhla v okresech Brazoria, Calhoun, Jackson, Refugio, San Patricio, Victoria a některé části okresu Matagorda County. 26. srpna vyhlásil guvernér Abbott výjimečný stav v dalších 20 okresech.

#### Louisiana
V Louisianě vyhlásil guvernér John Bel Edwards výjimečný stav pro celý stát. Povinná evakuace byla nařízena pro okres Cameron Parish pro města Big Lake, Cameron, Creole, Grand Chenier, Hackberry, Holly Beach a Johnson Bayou. Evakuace byla doporučena i v okrese Vermilion Parish pro níže položená místa jižně od dálnice 14. Národní garda Louisiany před bouří připravila na 500 000 pytlů s pískem, záchranné lodě a speciální záchranné vozy vhodné pro akce při povodních. V New Orleans pak panovaly obavy, zda tamní odvodňovací systém bude schopen pojmout vodu vyprodukovanou hurikánem. V provozu bylo totiž jen 105 ze 120 vodních čerpadel. Tamní veřejné školy, 6 univerzit a lékařská fakulta uzavřely 29. srpna. Když se Harvey dostal z Texasu zpět nad Mexický záliv, bylo 28. srpna ve 12 hodin varování před tropickou bouří v zálivu Mesquite Bay a High Island rozšířeno i na východ do Louisiany, konkrétně do komunity Cameron. Varování před bouří tedy bylo v zemi vyhlášeno v oblasti od Cameronu po město Intracoastal City.

## Následky bouře

### Karibik a Latinská Amerika
Obyvatele Barbadosu bouře zanechala bez proudu. Největší výpadky zaznamenaly provincie Christ Church, Saint Joseph, Saint Lucy a Saint Michael. Jeden dům byl smeten povodní, několik domů bylo zatopeno a jejich obyvatelé byli evakuováni. Mosty v provinciích Saint Andrew a Saint Joseph byly poničeny. Ve městě Speightstown voda zaplavila tamní sklad paliva. Silný vítr zde zfouknul střechu kostela. Na ostrovním státě Svatý Vincenc a Grenadiny bylo zatopeno 9 domů a 4 další poničil vítr. Vlivem bouře spadl strom na školu, kterou poškodil. Více než 15 podniků zatopila voda ze zablokovaných stok ve městě Port Elizabeth. V útulcích skončilo po bouři celkem 15 lidí.
Tropická bouře zasáhla také státy Surinam a Guyana. Silný vítr ve hlavním městě Surinamu, Paramaribu, poškodila střechu prezidentského paláce a dalších dvou domů. Poškozen byl také resort Torarica Hotel and Casino. O střechy přišly další 4 domy v regionu Commewijne a 3 v regionu Wanica. Ve druhém jmenovaném byla poškozena budova Ministerstva sociálních věcí kvůli spadlému stromu. V Guyaně bouře nejvíce zasáhl vesnici Jawalla, kde Harvey zničil 4 domy, zatímco 5 dalších a 2 obchody byly poškozeny. Škodám se nevyhnuly ani další veřejné budovy jako komunitní centrum vesnice, budovy rady obce, mateřskou školu a veřejné školy. Zemřela zde 29letá žena, na níž se zřítil její vlastní dům.

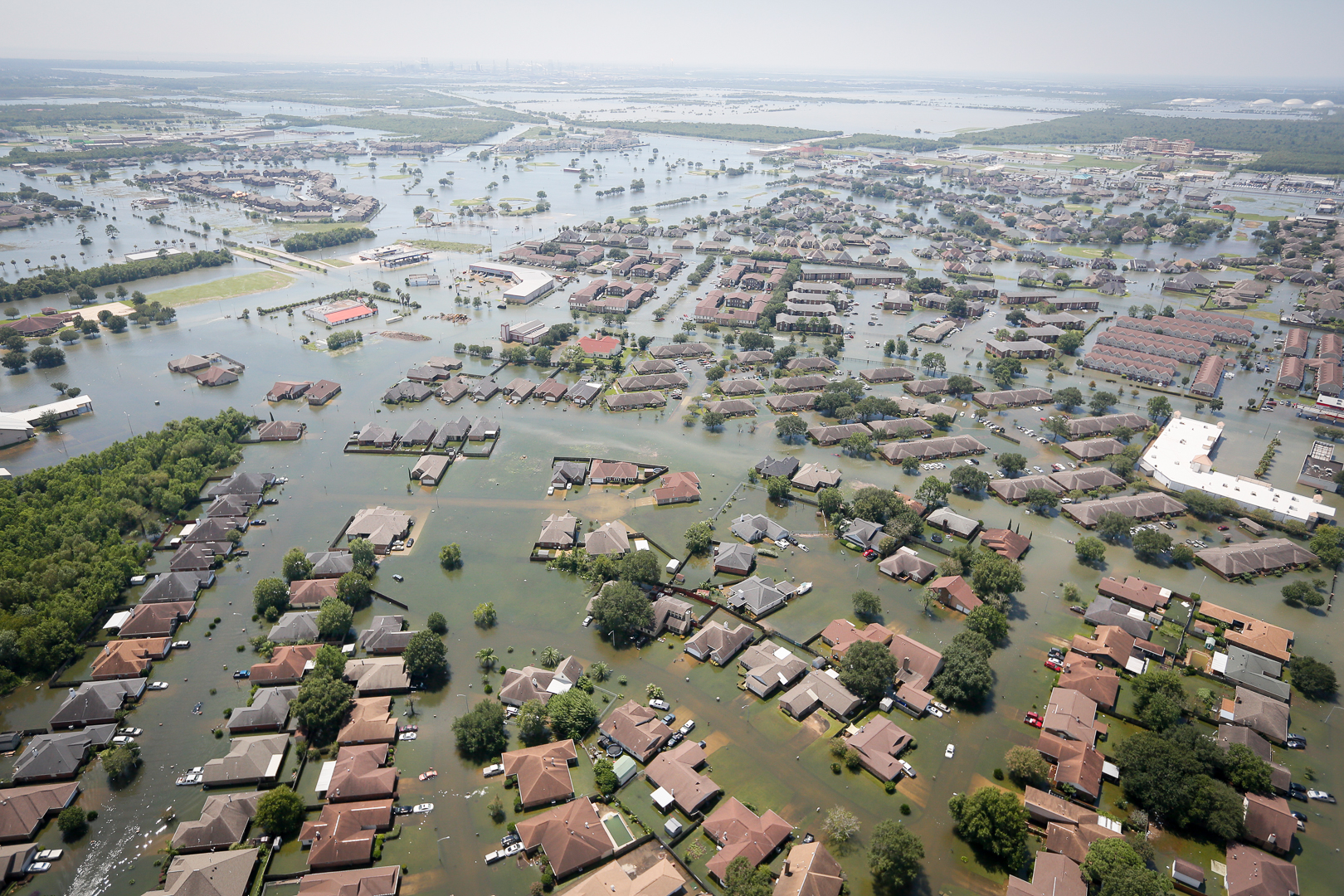
záplavy v Texasu

### Texas
V Texasu živel způsobil především velké záplavy. Více než 300 tisíc lidí přišlo o elektřinu a způsobené škody byly obrovské.